# A33 (autoestrada)
A   A 33  - Circular Regional Interior da Península de Setúbal (CRIPS) ou Autoestrada do Baixo Tejo, é uma autoestrada portuguesa. O troço Coina - Montijo antigamente era classificado como IC32, mas atualmente já é classificado também como   A 33 .
Atualmente liga Monte da Caparica e Montijo (até ao eixo com a A12/IP1, passando dai em diante até Alcochete a denominar-se IC3) numa extensão de 37 km. A sua expansão para noroeste (até à Via Rápida da Caparica, junto ao Funchalinho), encontra-se já em serviço. Este troço aproveitou em parte a designada Variante à Charneca da Caparica, construída na década de 1990 com perfil de via rápida (1+1), mas nunca concluída. 
Está também prevista a sua expansão para leste, até à autoestrada   A 13 , junto ao Novo Aeroporto de Lisboa, troço que devido à construção desta infraestrutura se encontra suspenso. A noroeste é uma alternativa à   A 2  para o tráfego local e regional da Península de Setúbal, e a leste será o principal acesso do futuro aeroporto à capital, via Ponte Vasco da Gama. Quando concluída, a   A 33  terá uma extensão total de 59 km.
Relativamente ao pagamento de portagens:
- no lanço Funchalinho/Coina são taxados os sublanços Palhais / Queimada, Belverde / Laranjeiras e Nó de Coina com a EN10 / Nó de Coina com a IC21;[2]
- o lanço actualmente em serviço entre Coina e o Montijo manter-se-á gratuito;
- o lanço entre o Montijo e a   A 13  será concessionado pela Brisa e terá portagens.

(*Nota: o itinerário complementar IC 32 aproveita em toda a sua extensão o traçado da   A 33 , mas apenas entre o Funchalinho e o Montijo; entre o Montijo e a   A 13  esta autoestrada será parte integrante dos itinerários complementares   IC 3  e   IC 13 .)
Traçado da A 33 no Google Maps c/ fotografias do Google StreetView
Traçado da A33 desde o IC20 até Penalva (com fotografias do Google Street View)

## Viaduto de Coina
O Viaduto de Coina, denominado tecnicamente como Viaduto de Coina 1, com um comprimento entre eixos de apoio extremos de aproximadamente 900m, correspondendo a 27 vãos com um comprimento corrente de 35m é a obra de arte de maior dimensão da A33.
A plataforma transversal do Viaduto de Coina foi materializada por duas obras adjacentes e afastadas entre si 3m, com uma largura de plataforma de 12,60 m cada, e uma altura média da rasante ao solo de 16m, garantindo cada tabuleiro a circulação de um sentido de tráfego.
Os seus tabuleiros são do tipo laje nervurada, com uma secção transversal materializada por duas nervuras aligeiradas pré-esforçadas de secção constante e ligadas entre si por lajes de espessura também constante. Exteriormente, as nervuras têm consolas de espessura variável, tendo toda a extensão dos dois tabuleiros sido executada com recurso a cimbre ao solo.
Tendo em consideração as condições geológicas do local de implantação, as fundações do viaduto foram executadas de forma indireta por intermédio de estacas de 1500mm de diâmetro, sobre as quais foram executados pilares de secção circular do mesmo diâmetro.
Na sua extensão total, a obra de arte intercepta cinco infraestruturas rodoviárias e ferroviárias em exploração,   A 2 , Linha do Sul, Ramal da Siderurgia Nacional, EN377 e uma estrada municipal, as quais implicaram grandes condicionalismos na execução da empreitada, pois a sua exploração e atividade tiveram de ser mantidas durante o período de construção do viaduto.

### Características técnicas
- Comprimento: 899 m
- Área de tabuleiros: 23.689 m2
- Armaduras Passivas – Aço A500: 2.978.554 Kg
- Armaduras Pré-esforço: 453.174 Kg
- Betão estrutural: 24.693 m3
- Volume de cimbre: 317.304 m3
- Área de cofragem: 47.920 m2
- Fundações indiretas Ø 1500 mm: 1.628 ml
- Fundações indiretas Ø 1200 mm: 81 ml
- Área intervencionada com arranjo paisagístico: 17.682 m2

## Estado dos Troços
| Troço                              | Situação | km   |
| ---------------------------------- | --- | ---- |
| Funchalinho ( IC 20 ) - Palhais    | Em serviço (década de 1990) como parte da Variante à Charneca da Caparica Duplicado (11/2012) para A 33 (Concessão: Baixo Tejo) | 3,8  |
| Palhais - Belverde                 | Em serviço (17 de julho de 2012) (Concessão: Baixo Tejo)                                                                        | 9,1  |
| Belverde - Coina                   | Em serviço (04/2012) (Concessão: Baixo Tejo)                                                                                    | 8,8  |
| Coina ( N 10 ) - Coina ( IC 21 )   | Em serviço (27 de novembro de 2012) (Concessão: Baixo Tejo)                                                                     | 2,9  |
| Coina ( IC 21 ) - Montijo ( A 12 ) | Em serviço (1998) como IC 32 Reclassificado (2012) para A 33                                                                    | 15,8 |
| Montijo ( A 12 ) - Canha ( A 13 )  | Troço adiado devido ao projeto do Novo Aeroporto de Lisboa Estudos concluídos e validados ambientalmente                        | 21,8 |

## Perfil
| Troço                               | Perfil | Extensão |
| ----------------------------------- | ------ | -------- |
| Funchalinho - Charneca da Caparica  |        | 4 km     |
| Charneca da Caparica - Coina (EN10) |        | 14,4 km  |
| Coina ( EN10 ) - Montijo (A12)      |        | 18,8 km  |

## Nós de Ligação

### Funchalinho - Montijo
| Número da Saída                             | Destinos                                                                | Estrada que liga |
| ------------------------------------------- | ----------------------------------------------------------------------- | ---------------- |
|                                             | proveniente de Monte da Caparica Universidade Porto Brandão             | N 377            |
| \| 1                                        | Lisboa / Almada                                                         | IC 20            |
| 1A                                          | Sobreda (direcção Almada)                                               |                  |
| 2                                           | Costa da Caparica /Trafaria/ Funchalinho Lazarim / Sobreda              | N 10-1           |
| 3                                           | Palhais Charneca da Caparica (norte) Vale Fetal                         |                  |
| 4                                           | Charneca da Caparica (centro) Feijó Vale Figueira                       |                  |
| Pórtico de Portagem de Queimada - 0,75€     |                                                                         |                  |
| 5                                           | Corroios Vale de Milhaços Marisol                                       |                  |
| 6                                           | Amora / Aroeira Fonte da Telha                                          |                  |
| Pórtico de Portagem de Laranjeiras - 0,85€  |                                                                         |                  |
| 7                                           | Sesimbra / Seixal Fogueteiro                                            | N 378 N 10       |
| 8                                           | Coina Quinta do Conde Azeitão                                           | N 10             |
| Pórtico de Portagem de Coina - 0,35€        |                                                                         |                  |
| 9                                           | Barreiro / A12 Setúbal / A2 SUL / Autoeuropa                            | IC 21            |
| 10                                          | Moita / Palmela                                                         | N 379-2          |
| 11                                          | Sarilhos Grandes Pinhal Novo                                            | N 11 N 252       |
| 12                                          | Montijo / Pegões                                                        | N 4              |
| 13                                          | Lisboa (via Ponte Vasco da Gama) A 12 Setúbal / A 2 ALGARVE / A 6 Évora | A 12             |
| Continua, IC 3 direção Alcochete/Porto Alto |                                                                         |                  |

 Nota: o preço das portagens indicado na tabela corresponde à tarifa paga por um veículo pertencente à classe 1.

## Áreas de Serviço
- Estação de Serviço de Almada (km 2)
- Estação de Serviço da Lançada (km 30.5)

## Estudos e Projectos de Execução
1. Relatório do Projecto de Execução da A 33 / IC 32 - Funchalinho / Palhais (Charneca da Caparica): [ligação inativa]
2. Relatório do Projecto de Execução da A 33 / IC 32 - Palhais / Quinta das Laranjeiras (Fernão Ferro): [ligação inativa]
3. Relatório do Projecto de Execução da A 33 / IC 32 - Quinta das Laranjeiras (Fernão Ferro) / Coina: [ligação inativa]
4. Resumo Não-Técnico do Estudo de Impacto Ambiental da A 33 - Montijo/A 13 - Acesso ao Novo Aeroporto de Lisboa: [ligação inativa]